# Joseph Greenberg
Joseph Greenberg (New York, 28 maggio 1915 – Stanford, 7 maggio 2001) è stato un linguista e antropologo statunitense, considerato il fondatore della tipologia linguistica, branca della linguistica che si occupa della classificazione delle lingue da un punto di vista morfologico e sintattico, nonché noto per diversi lavori sulle lingue africane e amerinde.

## Biografia
Nato da una famiglia ebrea del quartiere di Brooklyn, ha insegnato per molti anni presso la Stanford University. Ha insegnato presso anche presso la Columbia University ed è stato membro della National Academy of Sciences, della American Philosophical Society, della American Academy of Arts and Sciences e della Linguistic Society of America. Nel 1967 ha vinto il primo premio "Haile for African Research" e nel 1997 il premio "Talcott Parsons for Social Science".

## Contributi linguistici
La notorietà di Greenberg risiede in parte nel suo contributo alla linguistica sincronica e nella ricerca degli universali linguistici. Alla fine degli anni cinquanta iniziò ad esaminare insiemi linguistici con ampia distribuzione geografica e genetica, individuando quelli che ritenne essere alcuni interessanti potenziali universali linguistici e diverse tendenze linguistiche incrociate.
In particolare introdusse il concetto di "implicazione universale" che prende la seguente forma: "se un linguaggio ha struttura X, allora deve anche avere la struttura Y". Questo genere di ricerche fu in seguito condotto da diversi altri studiosi e continua ad essere tema dell'analisi dei dati nell'ambito della linguistica sincronica.
Analogamente a Noam Chomsky, Greenberg desiderava determinare la struttura universale sottesa al linguaggio umano, ma a differenza dello studioso citato, il suo approccio era empirico anziché logico-deduttivo ed è stato spesso definito come funzionalistico, in opposizione al razionalismo dell'approccio chomskiano. Un appello per ricongiungere queste due interpretazioni si trova in Linguistic Universals ("Universali linguistici"), un saggio di Ricardo Mairal e Juana Gil del 2006.
Sebbene i suoi metodi per la classificazione dei linguaggi siano stati considerati fortemente controversi, anche i suoi oppositori riconoscono l'importanza del suo lavoro tipologico. Particolare influenza ha avuto in questo campo un suo articolo del 1963, "Some universals of grammar with particular reference to the order of meaningful elements"

### Metodo delle comparazioni massive
Greenberg propose un metodo fortemente controverso per identificare le relazioni storiche nel confronto di più linguaggi diversi in numero superiore a quelli che possono essere gestiti con i metodi tradizionali in modo pratico, situazione che si presenta di frequente quando si tenti di stabilire famiglie storiche di linguaggi ad ampio raggio in regioni del mondo dove poche o nessuna famiglia linguistica di livello inferiore sia già stata ricostruita, ovvero dove la diversità linguistica è particolarmente accentuata. Questo metodo è stato utilizzato da alcuni storici delle lingue e da molti studiosi di genetica, ma viene per lo più respinto come pseudoscienza dalla maggior parte degli studiosi.

### Classificazione genetica
Utilizzando il suo metodo Greenberg ha formulato diverse nuove classificazioni linguistiche, che furono tuttavia respinte al loro primo apparire come basate su dati scorretti e metodologicamente errate. Alcune di queste ipotesi sono state tuttavia in seguito accettate, in tutto o in parte, e su altre la discussione non si è ancora conclusa.
Greenberg è anche noto per il suo sviluppo di un nuovo sistema di classificazione per le lingue africane, pubblicato nel 1963. La parte più controversa del saggio è stata in origine la proposta della definizione di una famiglia linguistica nilo-sahariana, che in seguito fu tuttavia accettata dagli specialisti di lingue africane.
Nel suo lavoro Greenberg coniò anche il termine di "afroasiatico" per sostituire il precedente termine di lingue camito-semitiche, ritenendo di aver dimostrato che il camitico non costituisca una vera famiglia linguistica.
La classificazione di Greenberg si basò ampiamente sulle classificazioni precedenti, raggruppando, secondo il metodo della comparazione massiva, le famiglie linguistiche già chiaramente individuate in nuovi macrogruppi. La classificazione fu utilizzata in studi successivi e alcuni storici della lingua hanno in seguito proposto anche raggruppamenti più vasti delle famiglie linguistiche africane.
L'opera di Greenberg sulle lingue africane è stata criticata dagli storici della lingua Lyle Campbell e Donald Ringe, che non ritennero la sua classificazione giustificabile sulla base dei dati esistenti e richiesero un riesame delle sue conclusioni sulla base di metodi ritenuti maggiormente affidabili. Anche Fleming e Lione Bender, che sono tuttavia abbastanza favorevoli alle classificazioni di Greenberg, riconobbero che almeno alcune delle sue macrofamiglie, in particolare il gruppo delle lingue nilo-sahariane e della lingua khoisan, non siano pienamente accettabili e necessitino di un riesame.

#### Lingue indo-pacifiche
Nel 1971 Greenberg propose la superfamiglia linguistica delle lingue indo-pacifiche, che raggrupperebbe insieme le lingue papua (diverse famiglie linguistiche parlate nella Papua Nuova Guinea e nelle regioni circostanti, estranee al gruppo delle lingue austronesiane, così come i linguaggi indigeni della Tasmania e delle Isole Andaman. Le lingue aborigine australiane furono invece escluse. La proposta è ritenuta altamente ipotetica e non è stata accettata da nessun linguista specializzato in questo campo.

#### Lingue amerinde
I linguisti specialisti delle lingue dei nativi americani raggruppano tali idiomi in due distinte famiglie linguistiche, le lingue Na-Dené, parlate in una ben definita parte dell'America settentrionale, e in un ampio gruppo numero di altri distinti linguaggi (tra i 600 e i 2.000, comprendenti anche le lingue eschimesi-auletine), parlati nella parte restante dell'America settentrionale, nell'America centrale e nell'America meridionale.
Greenberg propose fin dal 1957 di classificare i linguaggi in raggruppamenti più ampi. Nel 1987, nell'opera Language in the Americas propose che tutti i gruppi non appartenenti al raggruppamento delle lingue Na-Dené, fossero ricompresi in una singola famiglia, di cui ipotizzò il nome in lingue amerinde.
Questa proposta fu respinta e ampiamente criticata dalla maggior parte degli studiosi di storia della lingua, soprattutto per quanto riguarda il metodo utilizzato, che fa largo uso della comparazione di massa in ambito prevalentemente lessicale, considerato del tutto inaffidabile.
I critici hanno inoltre rilevato un alto numero di errori presente nelle fonti utilizzate da Greenberg, da parole errate o inesistenti, a traduzioni scorrette, a termini attribuiti a linguaggi diversi da quelli in cui sono utilizzati, a identificazione erronea di prefissi e suffissi. Secondo i sostenitori di Greenberg, gli errori riguarderebbero solo un numero limitato di esempi e non inficierebbero i risultati a cui lo studioso sarebbe giunto. Gli errori tuttavia tendono a rafforzare le somiglianze notate da Greenberg, rafforzando in modo scorretto le sue ipotesi. Gli errori largamente presenti e l'inaffidabilità del metodo utilizzati ha comunque portato la maggior parte dei linguisti a ritenere la sua opera priva di valore scientifico.

#### Lingue eurasiatiche
Già anziano, Greenberg propose di riunire molte famiglie linguistiche di Europa e Asia in un singolo gruppo, delle lingue eurasiatiche. La proposta riprende quella di Illich-Svitych del nostratico ma con una differenza:  ne sarebbero esclusi i linguaggi afro-asiatici, in modo analogo ad alcune evoluzioni dello studio sul nostratico.

## Opere principali
- 1949: "Studies in African linguistic classification: I. Introduction, Niger-Congo family.", in Southwestern Journal of Anthropology,' 5, pp. 79–100.
- 1950: "Studies in African linguistic classification: IV. Hamito-Semitic." in Southwestern Journal of Anthropology 6, pp. 47–63.
- 1954. "Studies in African linguistic classification VIII. Further remarks on method; revisions and corrections", in Southwestern Journal of Anthropology 10, pp. 405–15.
- 1955: Studies in African Linguistic Classification, New Haven: Compass Publishing Company.
- 1957: Essays in Linguistics, Chicago: University of Chicago Press.
- 1963: Universals of Language (cura del volume), Cambridge: MIT Press; all'interno del volume è stato autore del saggio "Some universals of grammar with particular reference to the order of meaningful elements", pp. 73–113.
- 1963: The Languages of Africa. Bloomington: Indiana University Press (seconda edizione corretta nel 1966 e terza edizione nel 1970 con il medesimo editore. Tutte e tre le edizioni furono contemporaneamente pubblicate anche dalla casa editrice The Hague by Mouton &. Co.)
- 1970: "Some generalizations concerning glottalic consonants, especially implosives", in International Journal of American Linguistics 36, pp. 123–145.
- 1971: "The Indo-Pacific hypothesis", in Thomas A. Sebeok et al. (a cura di), Current Trends in Linguistics, Volume 8: Linguistics in Oceania, The Hague: Mouton de Gruyter, pp. 807–871.
- 1978: Universals of Human Language, Volume 1: Method and Theory, Volume 2: Phonology, Volume 3: Word Structure e Volume 4: Syntax (cura dei quattro volumi), Stanford: Stanford University Press.
- 1983: "Some areal characteristics of African languages", in Ivan R. Dihoff (a cura di), Current Approaches to African Linguistics, Volume 1, pp. 3–21. Dordrecht: Foris.
- 1987: Language in the Americas, Stanford: Stanford University Press.
- 1989: "Classification of American Indian languages: a reply to Campbell." Language 65.1, 107-114.
- 1993: "Observations concerning Ringe's 'Calculating the factor of chance in language comparison' ", in Proceedings of the American Philosophical Society 137.1, pp. 79–90.
- 2000: Indo-European and Its Closest Relatives: The Eurasiatic Language Family, Volume 1: Grammar, Stanford: Stanford University Press.
- 2002: Indo-European and Its Closest Relatives: The Eurasiatic Language Family, Volume 2: Lexicon, Stanford: Stanford University Press.
- 2005: William Croft (a cura di), Genetic Linguistics: Essays on Theory and Method, Oxford: Oxford University Press.